# Rafael Pólit Cevallos
Rafael Pólit Cevallos (Quito, abril de 1823 - Quito, 23 d'octubre de 1897) fou un polític equatorià, ministre de l'interior i relacions exteriors de l'Equador del 4 d'octubre de 1875 al 9 de desembre de 1875 i president del consell municipal de la ciutat de Guayaquil. També va ser ministre de Finances.

## Biografia
Va estudiar en la Universitat Central, a Quito, i es va unir el Partit Conservador de l'Equador, de Gabriel García Moreno. Va ser president del Consell Municipal de Guayaquil i el 2 d'octubre de 1875 va ser elegit president del Senat. Del 4 d'octubre de 1875 al 9 de desembre de 1875 va ser ministre de l'Interior i Relacions Exteriors de l'Equador.
En 1878 el govern el va obligar a exiliar-se, però més tard va tornar. El 2 de maig de 1895 es va convertir en governador de Guayas, però va dimitir després d'un mes. Va morir el 23 d'octubre de 1897 a Quito.